# Bitwa pod Wojszkami
Bitwa pod Wojszkami miała miejsce 14 lipca 1792 roku podczas wojny polsko-rosyjskiej 1792.
W czasie, gdy 14 lipca wojska rosyjskie wkraczały do Białegostoku, korpus litewski Michała Zabiełły stacjonował w Płoskach. Od czasu do czasu dochodziło jedynie do niewielkich starć z podchodzącymi pod litewski obóz oddziałami Kozaków dońskich. By zdobyć dokładne informacje o nieprzyjacielu Zabiełło wysłał w kierunku Białegostoku grupę wojsk dowodzoną przez Michała Kirkora. W skład grupy wszedł pułk jazdy tatarskiej Kirkora, 200 strzelców, 200 piechoty i 1 działo. Po przeprawieniu się przez Narew grupa Kirkora dotarła pod Wojszki.
Po zatrzymaniu swych sił pod Wojszkami Kirkor postanowił urządzić zasadzkę i w tym celu ustawił piechotę i działo na wzniesieniu, ukrył strzelców w lesie, a jazdę za wzgórzem. Dowódca Kozaków Popow także zastawił pułapkę – większość swych oddziałów ukrył, a sam z niewielką siłą ruszył naprzeciw żołnierzy litewskich. Na widok słabego nieprzyjaciela jazda tatarska rzuciła się do ataku i po krótkiej walce zmusiła słabszych Dońców do odwrotu, nie zdając sobie sprawy, że ucieczka ta jest pozorowana. Tatarzy litewscy dali się oszukać za pomocą fortelu, który należał do podstawowych sposobów walki Tatarów krymskich na Dzikich Polach.
Jazda tatarska Kirkora znalazłszy się nagle wobec przeważających sił nieprzyjaciela, nie próbowała go przełamać, lecz natychmiast rzuciła się do ucieczki. Po pokonaniu litewskiej jazdy Kozacy dońscy spróbowali rozbić litewską piechotę, jednak ich atak załamał się pod silnym ogniem karabinowym.
Choć bitwa pod Wojszkami nie była dla Litwinów pomyślna, pozwoliła grupie Kirkora osiągnąć główny cel swej wyprawy i uzyskać informacje co do najbliższych ruchów sił generała Kreczetnikowa.